# Fondazione Antonino Caponnetto
La Fondazione Antonino Caponnetto è una fondazione italiana finalizzata alla lotta contro la mafia e la criminalità organizzata attraverso lo studio e la pubblicazione di report sulle infiltrazioni della criminalità in Italia ed in altri paesi. Ha sede legale a Firenze e sede operativa a Grassina, frazione del comune di Bagno a Ripoli.
Fu fondata nel 2003 a Firenze in onore del magistrato Antonino Caponnetto, tra i protagonisti della lotta a Cosa nostra culminata nel maxiprocesso di Palermo del 1986, su iniziativa di Elisabetta Baldi Caponnetto, vedova di Antonino, e di Salvatore Calleri.
Tra le principali attività svolte dalla fondazione vi sono: l'organizzazione a livello nazionale ed internazionale di vertici antimafia, la redazione di report sulle infiltrazioni mafiose in Italia ed in altri paesi, l'organizzazione di osservatori sui fenomeni della mafia, della criminalità organizzata e del terrorismo, la diffusione della cultura della legalità nelle scuole e della cultura della sicurezza stradale.
Presidente della fondazione è lo stesso Calleri, affiancato dai presidenti ad honorem Elisabetta Baldi Caponnetto e Giuseppe Antoci.

## Organizzazione

### Presidi nazionali ed internazionali
Nel 2006, su iniziativa del Presidente Calleri, nasce un presidio della Fondazione Antonino Caponnetto anche a San Marino per dare un contributo insieme al Procuratore Pier Luigi Vigna alla lotta alla mafia in questa antica nazione dalle tradizioni democratiche. Il membro dell'ufficio di Presidenza della Fondazione Caponnetto che si occupa di San Marino è l'Ufficiale dell'Ordine della Stella d'Italia Giovanni Domenico Ricciardi (Gianni Ricciardi).
Nel 2015 nasce un presidio in Svizzera. Dal 2018 il referente è Claudio Metzger.
I presidi non hanno rappresentanza legale, ma sono solo punti di riferimento sociale e servono esclusivamente ad analizzare i fenomeni criminali.
La sede legale ed amministrativa di tutte le iniziative è in Italia in provincia di Firenze.

## Attività
La Fondazione ha creato centri di studio ed analisi sulla mafia a in Italia ed all'estero. Con la Fondazione Mediterraneo ha dato vita all'OMCOM (osservatorio mediterraneo criminalità organizzata e mafia).
- Combattere la Mafia secondo gli insegnamenti e le indicazioni lasciate dal dott. Caponnetto, andando nelle scuole a promuovere la cultura della legalità, strumento fondamentale per costruire e disseminare ideali di giustizia, solidarietà e verità.
- Organizzare ogni anno un vertice nazionale antimafia in Italia che riunisce le persone che combattono contro tale fenomeno.
- Dal 2011 è stato istituito il Premio Nazionale per la Cultura della Legalità in memoria del giudice Antonino Caponnetto.
- Curare il progetto Sentinelle della Legalità nelle scuole italiane.
- Dal 2014 è stato istituito il Premio Scomodo che è stato consegnato a persone scomode per la mafia e per i poteri in genere.
- Dal 2015 è stato istituito il Premio Sbirro per gli esponenti delle forze dell'ordine che combattono in modo reale l'illegalità.